# Saga (España)
Saga es una entidad de población española del municipio de Ger, perteneciente a la provincia de Gerona, en la comunidad autónoma de Cataluña.

## Historia
Hacia mediados del siglo XIX, el lugar, ya por entonces perteneciente a Ger, tenía contabilizada una población de veintidós habitantes. Aparece descrito en el decimotercer volumen del Diccionario geográfico-estadístico-histórico de España y sus posesiones de Ultramar de Pascual Madoz con las siguientes palabras:

SAGA: l. en la prov. de Gerona (19 leg.), part. jud. de Rivas (5), aud. terr., c. g. de Barcelona (21), dióc. de Seo de Urgel (5), ayunt. de Ger (1/3). sit. al pie de la montaña, centro de la Cerdaña española; reinan con frecuencia los vientos del N. y S.; el clima es frio, pero sano, y las enfermedades comunes son catarros y reumas. Tiene 20 casas; una igl. parr. (Sta. Eugenia) servida por un cura de primer ascenso de provision real y ordinaria; el cementerio está contiguo á ella. El térm. confina N. Bolvir; E. Surigarola; S. y O. Ger. El terreno es de mediana calidad; le cruza el r. Segre, cuyas aguas, y las de una acequia procedente del Arabó, se utilizan para el riego de los prados. Hay un camino que conduce de Puigcerdá á la Seo de Urgel. prod.: centeno, algun trigo, legumbres y pastos: cria ganado lanar, caballar y vacuno; caza de varias especies y pesca de truchas. pobl.: 6 vec., 22 alm. cap. prod. 740,800. rs. imp. 18,520.
(Madoz, 1849, p. 615)

En 2023, la entidad singular de población tenía empadronados veintiocho habitantes y el núcleo de población, los mismos.

## Patrimonio

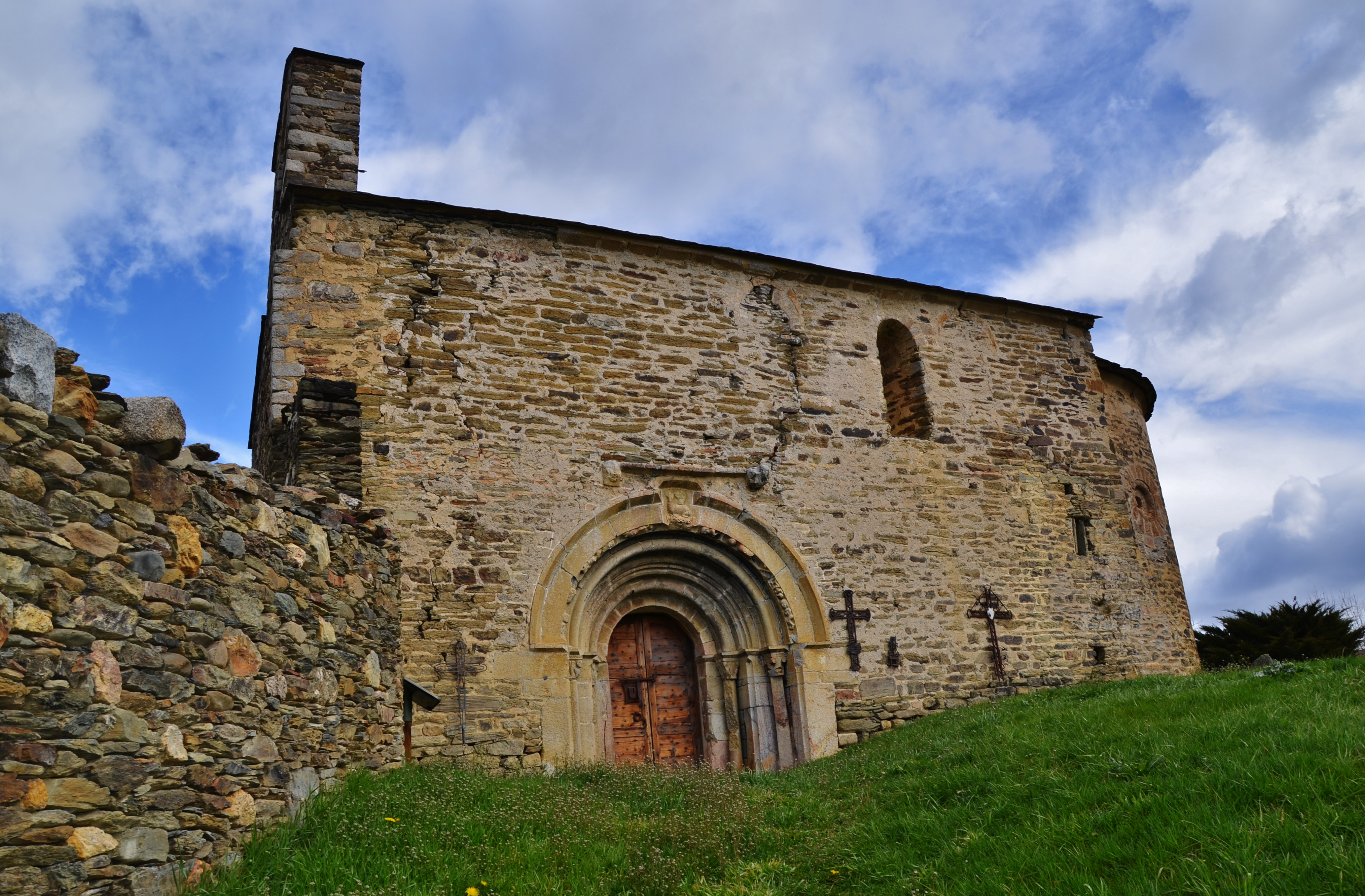
Vista de la iglesia de Santa Eugenia

Hay en el lugar una iglesia de Santa Eugenia.